# Genias
La Genias è stata un'azienda italiana produttrice di videogiochi fondata nel 1989 a Castenaso. Fu editrice di giochi per computer, principalmente Amiga e Commodore 64, meno frequentemente MS-DOS e Atari ST, fino al 1993.

## Storia
La società venne fondata da Riccardo Arioti, ex socio della Simulmondo, dalla quale era fuoriuscito per questioni di vedute divergenti, e figlio del titolare della Italvideo, allora un importante distributore di software nel sud Italia (era stata anche editrice di alcuni giochi originali). Il nome Genias non ha particolare significato, oltre a ricordare la parola "genio". A causa della pirateria, all'epoca le aziende di settore italiane erano ancora una rarità, tanto che ci fu una presentazione ufficiale della nuova software house alla stampa il 28 ottobre 1989 all'hotel Alexander di Bologna. L'azienda iniziò l'attività commerciale a dicembre 1989 e i primi due titoli presentati furono l'avventura testuale illustrata Mystere per Amiga e il calcistico World Cup 90 per Commodore 64.
Lo sviluppo dei programmi era effettuato da squadre di collaboratori indipendenti, spesso studenti che lavoravano da casa nel tempo libero. Il presidente Arioti e il software manager Stefan Roda valutavano demo e proposte progettuali degli esterni e Arioti dava l'eventuale assenso allo sviluppo ufficiale, oppure ingaggiava gli stessi per sviluppare conversioni o realizzazioni di idee altrui. Più di 30 collaboratori esterni erano alla presentazione ufficiale, tutti giovani autodidatti intorno ai 18-22 anni, tra cui due ex pirati informatici che all'epoca erano noti nel settore.
L'azienda produsse una decina di titoli in pochi anni di attività, ma molto differenziati tra loro. Tra questi alcuni dei migliori giochi sportivi italiani dell'epoca (World Cup 90, Warm Up, Over the Net) e, contrariamente alla tendenza delle altre società italiane contemporanee, un solo tie-in, sul fumetto Nathan Never. Altri titoli notevoli sono la conversione per Commodore 64 di Chuck Rock e l'ambiziosa versione Amiga di Dragon's Kingdom, che però non fu mai completato oltre la fase di demo giocabile. Una parte dei titoli vennero esportati con successo anche all'estero, obiettivo che l'azienda aveva in mente fin dall'inizio. L'azienda distribuiva i propri titoli in Europa attraverso un accordo commerciale con la svizzera Linel e in America tramite la Merit Software. Non entrò mai nel mercato dei giochi per console a causa degli alti costi di produzione.
La Genias smise di produrre videogiochi entro il 1994; tra le cause si possono ipotizzare il declino della Commodore, l'impennata delle console giapponesi, e il dover sempre cercare sviluppatori esterni per ogni progetto, senza essersi strutturata adeguatamente per quel competitivo settore. Non si hanno informazioni sulla sorte finale dell'azienda; gli ultimi prodotti noti risalgono al 1993.
Il nome Genias, con un logo simile, fu riutilizzato per un'enciclopedia multimediale in italiano su CD-ROM del 1994, prodotta sotto la direzione di Riccardo Arioti dalla Video Broadcasting di Casalecchio.

## Videogiochi
- Catalypse (1992), sparatutto per Commodore 64
- Chuck Rock (1992), platform, solo conversione per Commodore 64
- Dragon's Kingdom (1990), platform ispirato a Ghosts 'n Goblins per Commodore 64
- Mystere: Fuga dal castello di Lockness (1990), avventura testuale per Amiga, Commodore 64, Atari ST
- Nathan Never (1993), avventura dinamica tratta dal fumetto Nathan Never, per Amiga
- Over the Net (1990), beach volley per Amiga, Commodore 64, MS-DOS
- Profezia (1991), avventura testuale per Amiga
- Tilt (1991), rompicapo dinamico per Amiga, Commodore 64, MS-DOS, pubblicato anche per ZX Spectrum dalla Linel
- Top Wrestling (1992), wrestling per Amiga
- Warm Up (1991), simulatore di guida per Amiga e Commodore 64
- World Cup 90 (1990), calcio per Amiga, Commodore 64 e MS-DOS, uscito anche per Atari ST come Super Soccer Challenge[13]

Tra i titoli previsti ma mai completati viene spesso citato il gioco d'azione Deux.

## Altro software
Nel 1991 la software house Atlantide (marchio della Pool Shop s.r.l. di Reggio Emilia) in collaborazione con la Genias realizzò C.H.I.P. 1, sigla di Computer Home Interactive Pack, una raccolta per Amiga che comprende tre programmi di utilità e un videogioco: BioAmiga per il bioritmo, EasyToto per i sistemi del Totocalcio, Conto corrente facile per la gestione del conto bancario, e una riedizione su licenza di Italy '90 Soccer.
Nel 1992 la Genias aprì una nuova divisione, chiamata Pro-Line, con l'intento di produrre software di utilità. Il primo titolo pubblicato, e anche l'unico di cui si abbia notizia, è Virus-Killer Professional, un antivirus per Amiga sviluppato da programmatori stranieri.